# 통가리로산

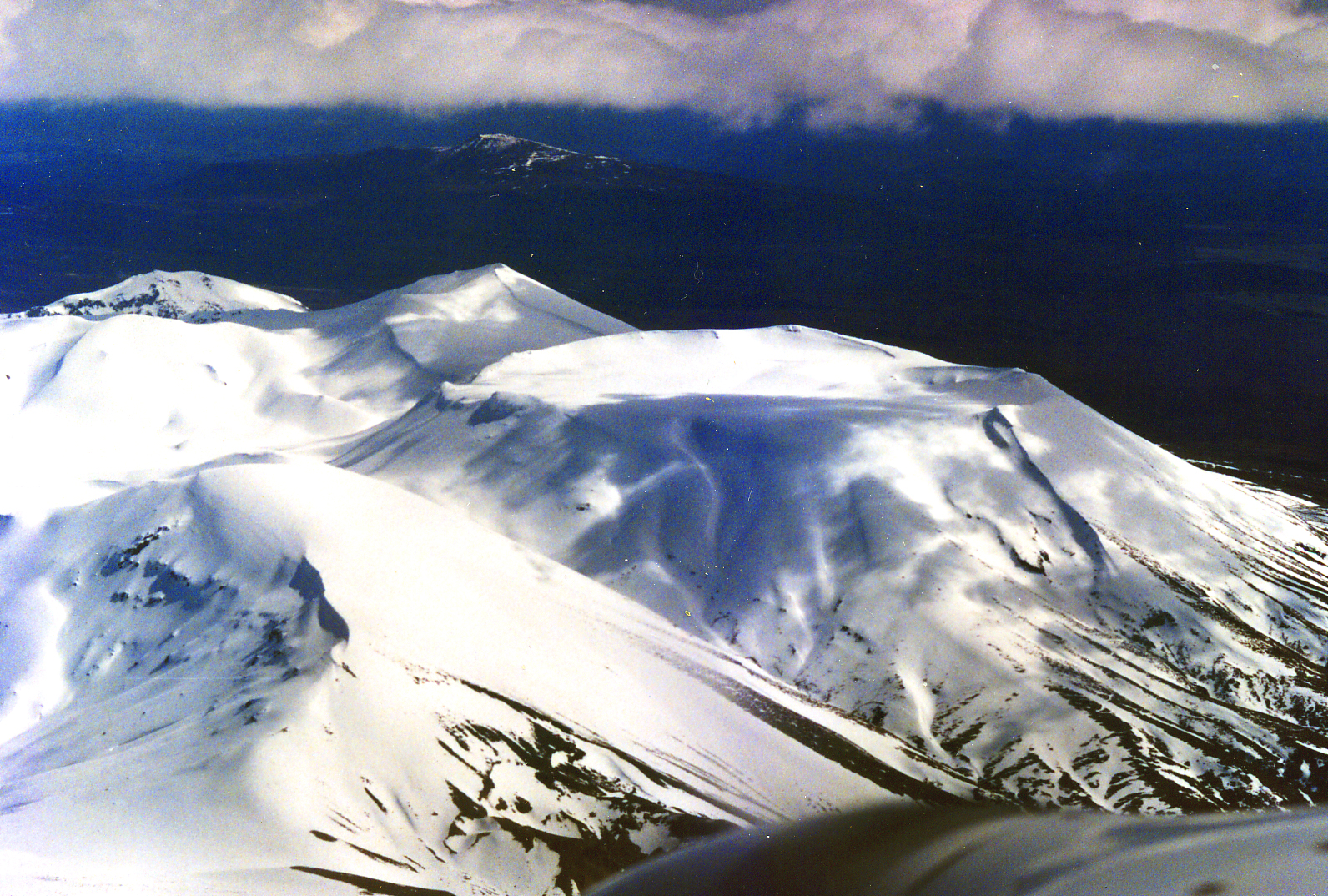
통가리로 산

통아리로 산(Mount Tongariro , toŋaɾiɾo )는 뉴질랜드의 북섬, 통가리로 국립공원에 있는 화산이다. 타우포 호수에서 20 km 남쪽에 있다.

## 개요
통가리로 일대의 산들은 화산이 많은 타우포 화산대라고 한다. 통가리로 산은 기록에 남아있는 가운데, 1839년 이후 1975년까지 70번 이상 분화하고 있다. 하지만 1980년 이후 분화가 아니라 안정된 상태가 오고 있다. 통가리로 산의 해발은 1978m의 높이를 가지고 있으며, 통가리로 국립공원의 루아페후 산(2,797m), 나우루호에 산(2,291m) 순으로 표고가 낮다.
또한 고대 마오리의 신앙 대상으로 숭배된 루아페후 산, 나우루호에 산을 포함하여 통가리로 국립공원으로 지정되었으며, 1993년에 세계유산의 복합유산으로 등록되어 있다.

## 분화 기록
- 1948년 ~ 1949년 : 3주간에 이르는 폭발적인 분화.
- 1954년 : 대량의 용암이 산기슭 아래에 흘러내려 큰 피해를 입었다.
- 1973년 ~ 1975년 : 1973년 1월경에 분화 발생. 폭발적인 분화가 2년에 달했다.
- 1980년 7월 7일 : 산 북쪽에서 폭발 발생.
- 2012년 : 1980년 이후로 조용하던 화산이 분화, 화산재를 분출했다.

## 갤러리

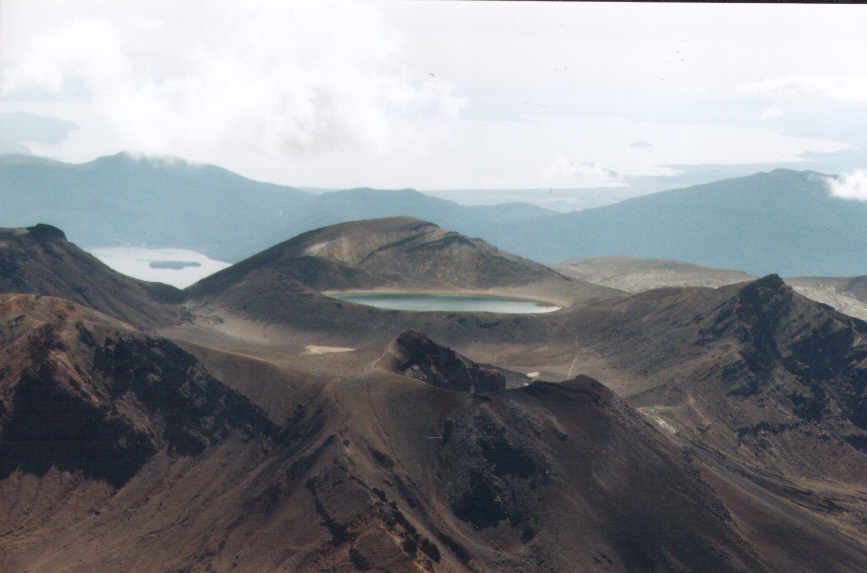
2003년 촬영
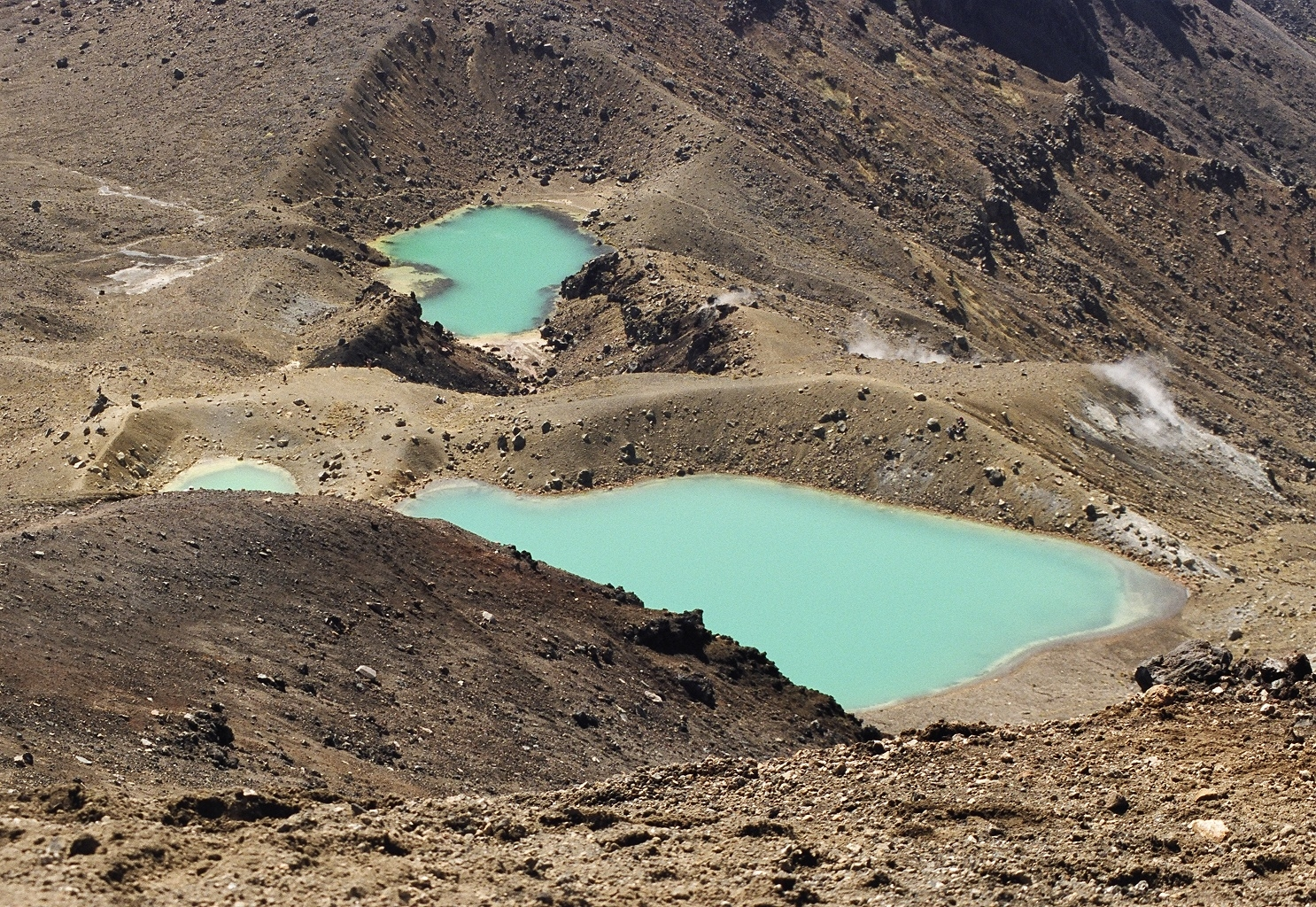
에메랄드 호수
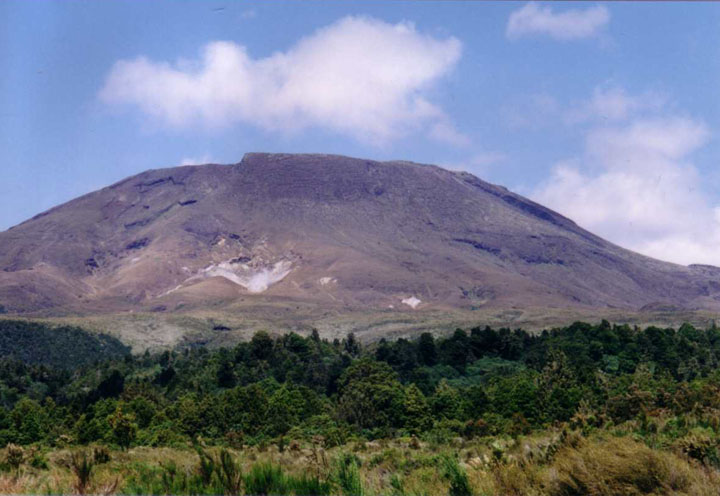
산 정상
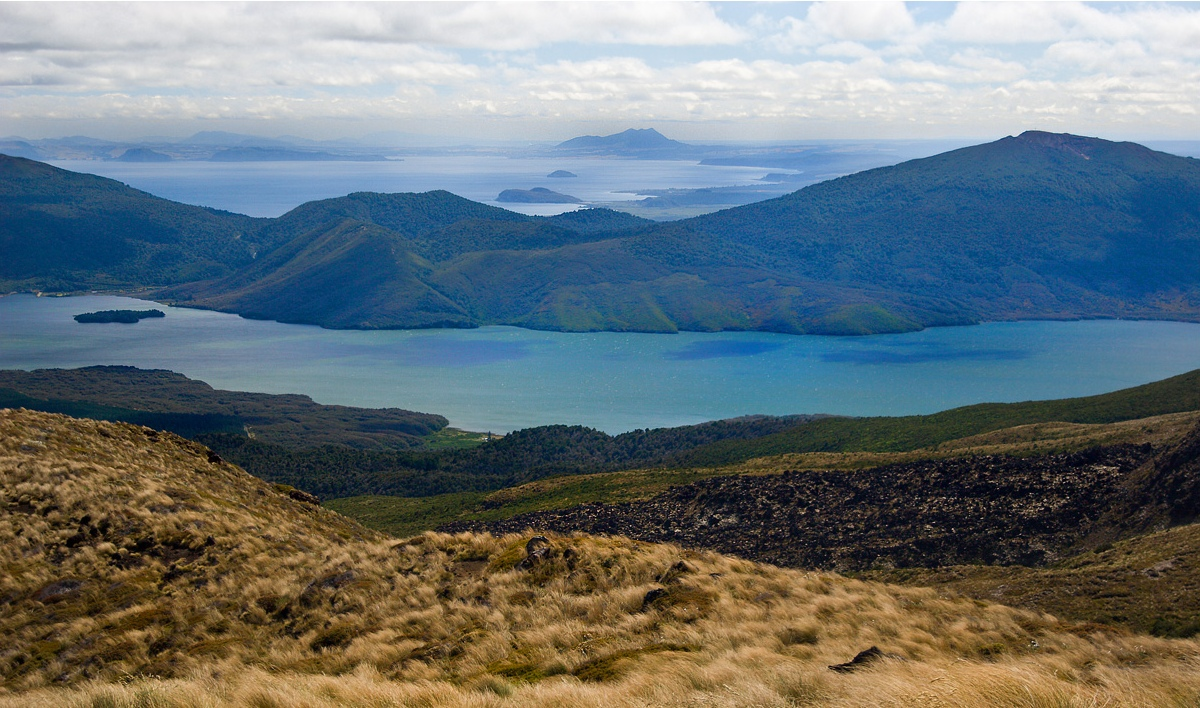